# 리훙치
리훙치(중국어 간체자: 李鸿其, 정체자: 李鴻其, 병음: Lǐ Hóngqí, 한자음: 이홍기, 1990년 5월 10일 ~ )는 대만의 배우이다.